# Magiczna gwiazdka Mikiego: Zasypani w Café Myszka
Magiczna gwiazdka Mikiego: Zasypani w Café Myszka (ang. Mickey’s Magical Christmas: Snowed in at the House of Mouse, 2001) – amerykański pełnometrażowy film animowany Walta Disneya, oparty na serialu Café Myszka.
Na potrzeby filmu użyto istniejącego dubbingu Opowieści Wigilijnej Myszki Miki, pierwszej wersji dubbingu Choinki psa Pluto oraz dubbingu Dziadka do orzechów, powstałego na potrzeby serialu Café Myszka.
Film wydany w Polsce na DVD 17 listopada 2004 roku z dystrybucją Imperial Entertainment. Film wyemitowany w święta Bożego Narodzenia w telewizji na kanałach: TVP1 (w bloku Disney! Cudowny świat), Polsat, Puls 2.

## Fabuła
Myszka Miki i jego goście przerywają jedzenie ciasteczek i popijanie gorącej czekolady, by poprawić Donaldowi jego nastrój. Zabawa zaczyna się, gdy Minnie znajduje pudełko ze starymi kreskówkami i wszyscy zaczynają wspominać. Ich magiczne wspomnienia wprawiają w świąteczny nastrój, nawet zrzędliwego Donalda, który staje się gwiazdą wieczoru. Na koniec wszyscy śpiewają piosenkę „Najlepsze święta ze wszystkich”.

## Obsada
- Wayne Allwine – Myszka Miki
- Tony Anselmo –
  - Kaczor Donald,
  - Hyzio,
  - Dyzio,
  - Zyzio
- Bill Farmer –
  - Goofy,
  - Pluto,
  - Praktyczna świnka
- Russi Taylor – Myszka Minnie
- Corey Burton –
  - Profesor Ludwig Von Drake,
  - Zwariowany Kapelusznik,
  - Gburek,
  - Gucio,
  - Kapitan Hak
- John Cleese – Narrator
- Tress MacNeille –
  - Kaczka Daisy,
  - Chip,
  - Dale
- Jodi Benson – Ariel
- Kath Soucie – Kangurzyca
- Samuel E. Wright – Sebastian
- Pat Carroll – Urszula
- Kevin Schon – Timon
- Ernie Sabella – Pumba
- Paige O’Hara – Belle
- Robby Benson – Bestia
- Eddie Carroll – Świerszcz Jimmy
- Bobbi Page – Dżasmina
- Rick Logan – Aladyn
- Sally Dworsky – Nala
- Joseph Williams – Simba
- Nikita Hopkins – Maleństwo
- Jonathan Freeman – Dżafar
- Mark Moseley – Mushu
- Michael Welch – Pinokio
- Jennifer Hale – Kopciuszek
- Peter Cullen – Kłapouchy
- J.P. Manoux – Kuzco
- Carlos Alazragui – Panchito
- April Winchell – Mama Von Drake’a
- Carolyn Gardner – Królewna Śnieżka
- Blayne Weaver – Piotruś Pan
- David Ogden Stiers – Trybik

## Wersja polska
Opracowanie i udźwiękowienie wersji polskiej: na zlecenie Disney Character Voices International – Studio Sonica

Dialogi polskie: Barbara Robaczewska

Reżyseria: Jerzy Dominik

Dźwięk i montaż: Agnieszka Stankowska

Organizacja produkcji: Elżbieta Kręciejewska

Wystąpili:
- Kacper Kuszewski – Miki
- Jarosław Boberek – Donald
- Krzysztof Tyniec – Goofy
- Beata Wyrąbkiewicz – Minnie
- Ryszard Nawrocki – Profesor Ludwig von Drake
- Wojciech Paszkowski –
  - Mushu,
  - Timon
- Elżbieta Jędrzejewska – Daisy
- Emilian Kamiński – Pumba
- Jan Prochyra – Kłapouchy
- Jacek Jarosz
- Mirosław Wieprzewski
- Stefan Każuro
- Beata Jankowska-Tzimas
- Jarosław Domin
- Joanna Wizmur
- Kajetan Lewandowski – Pinokio
- Andrzej Gawroński
- Eugeniusz Robaczewski – Sknerus (Opowieść Wigilijna Myszki Miki)
- Adam Bauman
- Ewa Kania – Chip (odcinek: Choinka psa Pluto)
- Piotr Dobrowolski – Dale (odcinek: Choinka psa Pluto)

i inni
Kierownictwo muzyczne: Agnieszka Piotrowska

Tekst piosenki: Marek Robaczewski

Śpiewali: Katarzyna Pysiak, Agnieszka Piotrowska, Krzysztof Pietrzak, Adam Krylik i inni
Lektorzy: Piotr Makowski, Jerzy Dominik